# Колеџ Илирија
Колеџ Илирија (алб. Kolegji Iliria) је приватна високообразовна установа у Приштини. Ради по наставном плану и програму Републике Косово. Део је Мреже универзитета Балкана.